# 75063 Koestler
75063 Koestler este un asteroid din centura principală de asteroizi.

## Descriere
75063 Koestler este un asteroid din centura principală de asteroizi. A fost descoperit pe 1 noiembrie 1999 la Gnosca de Stefano Sposetti. Asteroidul prezintă o orbită caracterizată de o semiaxă mare de 2,39 ua, o excentricitate de 0,11 și o înclinație de 5,9° în raport cu ecliptica.